# 영주 부석사 원융국사비
영주 부석사 원융국사비(榮州 浮石寺 圓融國師碑)는 대한민국 경상북도 영주시 부석면, 부석사에 있는 비석이다. 1979년 1월 25일 경상북도의 유형문화재 제127호로 지정되었다.

## 개요
부석사 한켠에 지어진 비각 안에 놓여 있는 비로, 고려시대 승려인 원융국사 결응을 기리고 있다.
결응은 12세에 출가하여 복흥사에서 승려가 지켜야 할 계율을 받았으며, 28세에 대덕(大德:덕이 높은 승려를 가리킴)이 되었다. 고려 정종 7년(1041) 부석사로 들어와 화엄종의 법통을 이어받았고, 문종 7년(1053) 4월 이 절에서 입적하였다. 왕은 그의 시호를 ‘원융’이라 내리었다.
비는 바닥돌 위에 거북받침을 마련하여, 비몸을 세운 후 머릿돌을 얹은 구조로, 거북받침은 원래의 것이 아니며, 비몸은 깨어지고 갈라져 있는 것을 이어 붙인 것이다. 바닥돌은 옆면에 안상(眼象)을 옅게 새기고, 그 안에 꽃무늬를 두었다. 거북받침돌은 많이 닳긴 하였으나 조각솜씨가 훌륭하며, 머리가 용 머리화되었으나 마치 돌사자처럼 보인다. 등에는 선명한 6각무늬가 덮혀 있으며, 무늬마다 ‘王’자가 희미하게 보인다.
비를 세운 시기는 정확하지 않지만, 결응이 문종 7년(1053)에 입적하였으므로 그 즈음에 세웠을 것으로 추측된다. 비몸의 파손으로 첫머리와 끝부분의 비문내용을 살피기 힘드나,『조선금석총람』에 그 전체가 실려 있어 내용 파악은 가능하다.

## 참고 자료
- 부석사원융국사비 - 국가유산청 국가유산포털